# Elk megye (Pennsylvania)
Elk megye az Amerikai Egyesült Államokban, azon belül Pennsylvania államban található. Megyeszékhelye Ridgway, legnagyobb városa St. Marys. Lakosainak száma 30 990 fő (2020. április 1.). Elk megye McKean, Jefferson, Clearfield, Cameron, Forest és Warren megyékkel határos.

## Népesség
A megye népességének változása:
| Lakosok száma | 31 851 | 31 808 | 31 648 | 31 479 | 30 872 | 30 990 |
|               | 2010   | 2011   | 2012   | 2013   | 2015   | 2020   |